# Seks w wielkim mieście 2
Seks w wielkim mieście 2 (ang. Sex and the City 2, 2010) – amerykański film komediowy w reżyserii Michaela Patricka Kinga. Obraz jest pośrednią kontynuacją serialu HBO pod tym samym tytułem (1998-2004), oparty został − podobnie, jak serial − na książce autorstwa Candace Bushnell. Sequel filmu Seks w wielkim mieście z 2008 roku.

## Obsada
- Sarah Jessica Parker jako Carrie Bradshaw Preston
- Kim Cattrall jako Samantha Jones
- Kristin Davis jako Charlotte York Goldenblatt
- Cynthia Nixon jako Miranda Hobbes Brady
- Chris Noth jako John James „Mr Big” Preston, mąż Carrie
- David Eigenberg jako Steve Brady, mąż Mirandy
- Evan Handler jako Harry Goldenblatt, mąż Charlotte
- Jason Lewis jako Smith Jerrod, były chłopak Samanthy
- Mario Cantone jako Anthony Marantino, mąż Stanforda i przyjaciel Charlotte
- Willie Garson jako Stanford Blatch, mąż Anthony’ego i przyjaciel Carrie
- John Corbett jako Aidan Shaw, były chłopak Carrie
- Max Ryan jako Rikard Spirt, kolejny kochanek Samanthy
- Lynn Cohen jako Magda, gosposia Mirandy i Steve’a
- Joseph Pupo jako Brady Hobbes, syn Mirandy i Steve’a
- Alice Eve jako Erin, opiekunka córek Charlotte i Harry'ego
- Viola Harris jako Gloria Blatch, matka Stanforda
- Gerry Vichi jako Leo Blatch, ojciec Stanforda
- Noah Mills jako Nicky Marantino, kolejny kochanek Samanthy i brat Anthony’ego
- Raza Jaffrey jako Guarau, lokaj Carrie
- Walton Nuñez jako „Paula” Abdul, lokaj Samanthy
- Abdesselam Bouhasni jako Resir, lokaj Mirandy
- Akhmiss Abdelmalek jako Adman, lokaj Charlotte
- Penélope Cruz jako Carmen Garcia Carrion
- Liza Minnelli jako ona sama
- Tuesday Knight jako ona sama
- Miley Cyrus jako ona sama
- Omid Djalili jako Safir
- Dhaffer L’Abidine jako Mahmud
- Alexander Wraith jako kelner
- Waleed Zuaiter jako Shahib
- Goldy Notay jako Basimah
- Raya Meddine jako Annesha
- Peter Conboy jako turysta
- Zack Clark jako barman
- Andrew Rannells jako chórzysta na weselu

i inni.

## Fabuła
Dawno temu, była sobie wyspa. Paru Holendrów, paru Indian i paciorki. Z tych paciorków wyrosły parowce, wieżowce, Wall Street, elektryczność, gazety, Ellis Island, drużyna Yankeesów, Central Park i pierwsze Targi Światowe, Broadway. gmach Chrysler'a i Studio 54. Nazywam to „Nowym Jorkiem ery P.C.”: przed Carrie. Zjawiłam się na wyspie o 15:30, we wtorek, jedenastego lipca 1986. Wydaje się jakby to było wczoraj. Następnego roku poznałam Charlotte. Jechałyśmy metrem o drugiej nad ranem kiedy bezdomny opuścił spodnie. Miranda i ja poznałyśmy się w 1989 u Bloomingdale's. Pracowałam w dziale sukienek, a ona płakała w przymierzalni. Poznałam Samanthę, kiedy pracowała jako barmanka u „CBGB's”. Czas to zabawne zjawisko. Czasem 10 lat mija bez echa. Czasem wystarczą dwa lata by zdarzyło się coś, czego byś się nie spodziewała i za milion lat.

Historia zaczęła się od retrospekcji Carrie, w których wspominała, jak poznała się z Charlotte, następnie z Mirandą i w końcu z Samanthą. Fabuła wróciła do bieżących wydarzeń, dwa lata po tym, jak Carrie i John wzięli ślub. Na gejowskim ślubie Stanforda i Anthony’ego w Connecticut pojawiła się Liza Minnelli, która poprowadziła uroczystość. Po niej natomiast zaśpiewała „Single Ladies”, stworzoną przez Beyoncé Knowles. Tymczasem życie każdej z czwórki głównych bohaterek stało się znowu stresujące: 52-letnia Samantha przechodziła menopauzę i broniła się przed nią kuracją z tabletek hormonalnych, byle tylko zachować swój popęd seksualny. Charlotte była nadal matką dwóch córek, z wychowaniem których sobie nie radziła. Ponadto podejrzewała, że jej mąż zdradzi ją z seksowną nianią, Erin. Dwuletnie małżeństwo Carrie i Johna nie układało się najlepiej. Oboje mieli różne pomysły na spędzanie wspólnego czasu. Carrie chciała częściej wychodzić na miasto, a John wolał spędzać wolny czas w domu. Mirandę dopadł pracoholizm, z powodu nacisków ze strony szefa. Jej małżonek, Steve, nakłaniał ją, by rzuciła pracę w kancelarii prawniczej. W końcu zastosowała się do jego rady. Zawsze mogła znaleźć lepszy etat, skoro była prawniczką.
Pewnego dnia do Samanthy zadzwonił Smith Jerrod i zaprosił ją na premierę swego najnowszego filmu, realizowanego w Zjednoczonych Emiratach Arabskich. Tak Samantha poznała szejka Khalida (Art Malik), który zaznajomił się z historią Jerroda. Szejk zaprosił specjalistkę od PR do swej ojczyzny. Miał nadzieję, że Samantha zrobi dobrą reklamę jego hotelu w Abu Zabi. Zgodził się też, by Carrie, Miranda i Charlotte dołączyły do niej. Na miejscu Miranda zaczęła organizować czas dziewczynom, Charlotte wpadła w paranoję z powodu niani, a Samanthę dopadła menopauza, ponieważ na lotnisku zabrano jej hormony. Tymczasem Carrie spotkała na miejscu swą dawną miłość: żonatego Aidana. Kupował dywany do mebli, które wciąż tworzył. Carrie umówiła się z nim na kolację i przy pożegnaniu pocałował ją. Carrie wróciła do hotelu, dręczona sumieniem. Charlotte była pod silnym wpływem dużej ilości alkoholu, a Miranda mówiła, by się nie przejmowała tak jak ona wcześniej przy zdradzie Steve’a. Samantha szykowała się na randkę z nowo poznanym Rikardem, więc doradziła jej tylko, by „przespała się z tematem”. Carrie jednak zadzwoniła do Johna i opowiedziała mu o całym wydarzeniu.
Tymczasem Samantha wywołała mały skandal w konserwatywnym kraju, całując się z Rikardem. Sytuację dodatkowo pogorszył styl ubrań bohaterek, nie za bardzo akceptowany na „nowym Bliskim Wschodzie”. Afera doprowadziła do tego, że szejk przestał płacić za pobyt kobiet w hotelu. W rezultacie Carrie, Samantha, Miranda i Charlotte wróciły do Ameryki.
Samantha znowu mogła brać hormony i uprawiać seks z Rikardem, a niania Charlotte okazała się lesbijką. Charlotte mogła więc odpocząć od problemów w starym mieszkaniu Carrie, spokojna zarówno o męża, jak i dzieci. Miranda zmieniła pracę, z której mogła być wreszcie bardzo zadowolona i nareszcie doceniana. Małżeństwo Carrie i Johna przetrwało – doszli do wniosku, że pomysł 2-dniowego urlopu od małżeństwa nie był najlepszy. Razem świętowali trzecią rocznicę ślubu i 13 lat znajomości.

I jak to w życiu bywa, czas płynął dalej. I tak w przyszłości, Miranda odkryła, że w firmie, w której jest doceniana, praca jest przyjemnością. I czwartego lipca, na wydmie w East Hampton, Samantha odkryła, że cierpliwość popłaca. Znów zaczęła się spotykać z Rikardem, w krainie wolności i ojczyźnie hormonów. Charlotte przekonała się, że jej pozycji nic nie zagraża. Seksowna niania wolała inne seksowne nianie. Kiedy Rose skończyła 3 latka i nasze małżeństwo wyrosło z fatalnego wieku, Big i ja coraz rzadziej odczuwaliśmy potrzebę ucieczki do drugiego mieszkania, ale nie skreśliliśmy tej opcji. Na wypadek, gdyby ktoś potrzebował dwóch dni wolnego. Ja zaczęłam myśleć o małżeństwie tak jak kura domowa z Abu Zabi: „Trzeba przestrzegać tradycji, zdobiąc ją po swojemu”. Czarno-białe filmy są cudowne, ale w prawdziwym związku kryje się cała gama barw i opcji. Dziś je odkrywam.

## Anulowany threequel
W 2018 roku zgłoszono, że Kim Cattrall nie chciała pojawić się w trzecim filmie, kiedy dowiedziała się o wątkach związanych z uśmierceniem postaci Mr. Big oraz Samanthy, otrzymującej sexting i nagie zdjęcia od 14-letniego syna Mirandy, Brady'ego (Joseph Pupo). Cattrall później wyjaśniła, w 2019 roku, że zdecydowała się nie pojawiać się w trzecim filmie, ponieważ czuła, że „przekroczyła linię mety”, wcielając się w postać Samanthy z powodu jej miłości do serii.

## Plenery
- Zdjęcia do filmu powstawały w Nowym Jorku (Nowy Jork, USA) oraz w Maroku.

## Ścieżka dźwiękowa
1. Alicia Keys - Rapture
2. Dido - Everything To Lose
3. Cee Lo Green - Language Of Love
4. Erykah Badu - Window Seat
5. Natacha Atlas - Kidda
6. Michael Mcgregor - Euphrates Dream
7. Liza Minnelli - Single Ladies (Put A Ring On It)
8. Ricki-Lee - Can't Touch It
9. Jay-Z & Alicia Keys - Empire State Of Mind
10. Jennifer Hudson - Love Is Your Color
11. Sarah Jessica Parker, Cynthia Nixon, Kim Cattrall, Kristin Davis - I Am Woman
12. Sex and the City Men's Choir - If Ever I Would Leave You
13. Sex and the City Men's Choir - Sunrise Sunset
14. Sex and the City Men's Choir - Till There Was You
15. Jordan Ballard - Bewitched, Bothered And Bewildered
16. Liza Minnelli - Ev'ry Time We Say Goodbye
17. Cyndi Lauper - True Colors
18. Aaron Zigman - Divas And Dunes